# مهرجان أنسي الدولي لأفلام الرسوم المتحركة
مهرجان آنسي الدولي لأفلام الرسوم المتحركة (بالفرنسية: Le Festival international du film d'animation d'Annecy)  أُطلق للمرة الأولى عام 1960، ويعقد سنوياً بداية شهر يونيو في مدينة أنسي الفرنسية، فيما كان يعقد سابقًا كل سنتين، لكنَّه أصبح حدثًا سنويًا منذ عام 1998. وهو أحد المهرجانات الدولية الأربعة لأفلام الرسوم المتحركة التي ترعاها الجمعية الدولية لأفلام الرسوم المتحركة (ASIFA).

## مواضيع المهرجان
المهرجان هو مسابقة بين أفلام الرسوم المتحركة بمختلف التقنيات سواء التقليدية منها أو تحريك القصائص أو الرسوم المتحركة الطينية أو المتحركة بالحاسوب وغيرها. تُصنَّف هذه الأفلام في الفئات الآتية:
- الأفلام المختارة
- الأفلام القصيرة
- الأفلام المنتجة للتلفزيون والإعلان
- أفلام الطلاب
- الأفلام المصنوعة للإنترنت (منذ عام 2002)
- أفلام روائية طويلة في مسابقة اللقطة/اللقطة المعاكسة (بالفرنسية contrechamp) (منذ عام 2007) [2]

إضافة للأفلام المتنافسة التي تعرض في دور السينما المختلفة في المدينة، تنظم إدارة المهرجان عروضاً مسائية في الهواء الطلق في منطقة باكييه التي تقع بين البحيرة والجبل. ترتبط العروض المسائية بموضوع المهرجان ارتباطاً مباشراً، ويقدم الفائزون بالجوائز مساء السبت.

## الفائزون بالجوائز

### الأفلام المختارة في المسابقة
| السنة                | العنوان العربي                                                                    | العنوان الأصلي                                        | المخرج(ون)                          | البلد(ان)                                                  |
| -------------------- | --------------------------------------------------------------------------------- | ----------------------------------------------------- | ----------------------------------- | ---------------------------------------------------------- |
| 1985                 | الأوقات البطولية                                                                  | (المجرية: Daliás idők)                                | جوزيف غيميز                         | المجر                                                      |
| 1985                 | جوين، كتاب الرمل                                                                  | (بالفرنسية: Gwen, ou le livre de sable)               | جون-فرانسوا لاجيوني                 | فرنسا                                                      |
| 1985                 | الطفل غير المرئي                                                                  | (بالفرنسية: L'Enfant invisible)                       | أندريه ليندون                       | فرنسا                                                      |
| 1985                 | حكاية الجندي                                                                      | (بالإنجليزية: The Soldier's Tale)                     | أوسكار روبرت بليشمان                | الولايات المتحدة الأمريكية                                 |
| 1985                 | الريح في الصفصاف                                                                  | (بالإنجليزية: The Wind in the Willows)                | آرثر رانكين جونيور وجوليس باس       | الولايات المتحدة الأمريكية                                 |
| 1987                 | عندما تهب الريح                                                                   | (بالإنجليزية: When the Wind Blows)                    | جيمي موراكامي                       | المملكة المتحدة                                            |
| 1987                 | ملك القرود ينتصر على الشيطان                                                      | (باليابانية: 金猴降妖) (Jīnhóu Xiáng yāo)             | تي وي ويان دينجكسيان ولين وينشياو   | الصين                                                      |
| 1987                 | مغامرات مارك توين                                                                 | (بالإنجليزية: The Adventures of Mark Twain)           | ويل فنتون                           | الولايات المتحدة                                           |
| 1987                 | صائد الفئران                                                                      | Krysař                                                | جيري بارتا                          | تشيكوسلوفاكيا · ألمانيا الغربية                            |
| 1987                 | فالهالا                                                                           | Valhalla                                              | بيتر مادسن وجيفري فاراب             | دنمارك                                                     |
| 1989                 | أليس                                                                              | Něco z Alenky                                         | يان شفانكماير                       | تشيكوسلوفاكيا · سويسرا · ألمانيا الغربية · المملكة المتحدة |
| 1989                 | أكيرا (فيلم)                                                                      | (باليابانية: アキラ)                                  | كاتسوهيرو أوتومو                    | اليابان                                                    |
| 1989                 | غندهار، سنوات الضوء                                                               | (بالفرنسية: Gandahar, les Années lumière)             | رُنيه لالو                           | فرنسا                                                      |
| 1989                 | بابوبو                                                                            | (بالإنجليزية: Papobo)                                 | خوان أليا                           | كوبا                                                       |
| 1989                 | الأرض قبل الزمن                                                                   | (بالإنجليزية: The Land Before Time)                   | دون بلوث                            | الولايات المتحدة الأمريكية · إيرلندا                       |
| 1991                 | روبنسون وشركاؤه                                                                   | Robinson et compagnie                                 | جاك كولومبات                        | فرنسا                                                      |
| 1991                 | ليتل نيمو: مغامرات في سلومبرلاند                                                  | (بالإنجليزية: Little Nemo: Adventures in Slumberland) | ماسامي هاتا ووليام هرتز             | اليابان الولايات المتحدة الأمريكية                         |
| 1991                 | الرحلة إلى ملونيا                                                                 | Resan till Melonia                                    | بير أهلان                           | السويد النرويج                                             |
| 1991                 | مدرسة الفنون الجميلة - الجزء الثاني                                               | Школа Изящных Искусств (Shkola Izyashchnykh Iskusstv) | أندريه خرجانوفسكي                   | الاتحاد السوفيتي                                           |
| 1991                 | حرب الطيور في كانوفليسكوفن                                                        | Fuglekrigen i Kanøfleskoven                           | يانيك هاستراب                       | الدنمارك                                                   |
| 1993                 | بوركو روسو                                                                        | 紅の豚 (Kurenai no Buta)                              | هاياو ميازاكي                       | اليابان                                                    |
| 1993                 | زمن الفراشة                                                                       | Motýlí cas                                            | Břetislav Pojar                     | جمهورية التشيك                                             |
| 1993                 | اللحن                                                                             | The Tune                                              | Bill Plympton                       | الولايات المتحدة                                           |
| 1993                 | -                                                                                 | Under Milk Wood                                       | Les Orton                           | المملكة المتحدة                                            |
| 1995                 | حرب الراكون                                                                       | 平成狸合戦ぽんぽこ (Heisei Tanuki-Gassen Ponpoko)     | إيزاو تاكاهاتا                      | اليابان                                                    |
| 1995                 | قريب منك                                                                          | Close to You                                          | ماتشيك ألبريشت                      | الولايات المتحدة                                           |
| 1995                 | هوغو حيوان الغابة                                                                 | Jungledyret Hugo                                      | ستيفان فيلدمارك وفليمينغ كويست مولر | الدنمارك                                                   |
| 1995                 | بطل العالمين                                                                      | L'eroe dei due mondi                                  | غيدو مانولي                         | إيطاليا                                                    |
| 1997                 | جيمس والخوخة العملاقة                                                             | (بالإنجليزية: James and the Giant Peach)              | هنري سيليك                          | المملكة المتحدة الولايات المتحدة                           |
| 1997                 |                                                                                   | (بالإنجليزية: Beavis and Butt-Head Do America)        | مايك جودج وإيفيت كابلان             | الولايات المتحدة                                           |
| 1997                 |                                                                                   | La freccia azzurra                                    | Enzo D'Alò                          | إيطاليا                                                    |
| 1997                 | شقة جو                                                                            | (بالإنجليزية: Joe's Apartment)                        | John Payson                         | الولايات المتحدة                                           |
| 1997                 |                                                                                   | Die Schelme von Schelm                                | Hanan Kaminski                      | ألمانيا                                                    |
| 1997                 |                                                                                   | Werner – Das muß kesseln!!!                           | Michael Schaack                     | ألمانيا                                                    |
| 1998                 |                                                                                   | (بالإنجليزية: I Married a Strange Person!)            | Bill Plympton                       | United States                                              |
| 1998                 |                                                                                   | H.C. Andersen Og Den Skæve Skygge                     | Jannik Hastrup                      | Denmark                                                    |
| 1998                 |                                                                                   | Peccato                                               | Manuel Gómez                        | Belgium                                                    |
| 1998                 | بيبي لونغستوكنغ                                                                   | (بالإنجليزية: Pippi Longstocking)                     | Clive A. Smith                      | Sweden Germany Canada                                      |
| 1998                 |                                                                                   | Jakten på himlens nyckel                              | Karl Gunnar Holmqvist               | Sweden                                                     |
| 1999                 | كيريكو والساحرة                                                                   | Kirikou et la sorcière                                | Michel Ocelot                       | France Belgium Luxembourg                                  |
| 1999                 |                                                                                   | Solan, Ludvig og Gurin med reverompa                  | جون إم. ياكوبسن and Nille Tystad    | Norway                                                     |
| 1999                 |                                                                                   | 人狼 (Jinrō)                                          | Hiroyuki Okiura                     | Japan                                                      |
| 1999                 |                                                                                   | La gabbianella e il gatto                             | Enzo D'Alò                          | Italy                                                      |
| 1999                 | فيلم راجراتس                                                                      |                                                       | Igor Kovalyov and Norton Virgien    | United States                                              |
| 2000                 |                                                                                   |                                                       |                                     |                                                            |
|                      | 少女革命ウテナ アドゥレセンス黙示録 (Shōjo Kakumei Utena: Aduresensu Mokushiroku) | Kunihiko Ikuhara                                      | Japan                               |                                                            |
|                      | Optimus Mundus                                                                    | Vladimir Golovanov and Oleg Yegorov                   | Russia                              |                                                            |
|                      | Pettson och Findus – Kattonauten                                                  | Torbjörn Hansson and Hanan Kaminski                   | Sweden                              |                                                            |
| صانع المعجزات (فيلم) |                                                                                   | Derek Hayes and Stanislav Sokolov                     | United Kingdom Russia               |                                                            |